# Tommaso Berni
Pour les articles homonymes, voir Berni.
Tommaso Berni, né le 6 mars 1983 à Florence, est un footballeur italien qui évoluait au poste de gardien de but.
Son numéro 46 est un hommage au champion de Moto GP Valentino Rossi.

## Biographie
Tommaso Berni est formé à la Fiorentina puis à l'Inter Milan. Sélectionné dans quasiment toutes les catégories de jeunes, il reçoit notamment 3 sélections avec l'équipe d'Italie espoirs.
Après un passage raté en Angleterre, au Wimbledon FC, Tommaso Berni retourne en Italie, et commence sa carrière professionnelle avec le Ternana Calcio. Il reste 3 saisons dans ce club, disputant 81 matchs en Serie B.
En 2006, Tommaso Berni rejoint la Lazio Rome. Il ne s'impose pas dans ce club. Afin de gagner du temps de jeu, il est prêté en 2009 à la Salernitana Calcio, équipe de Serie B.
En 2011, Tommaso Berni s'expatrie au Portugal et signe en faveur du Sporting Braga. Il n'y joue que 5 matchs, toutes compétitions confondues. C'est ainsi qu'à l'issue de la saison, il retourne dans son pays natal en s'engageant avec la Sampdoria de Gênes.
En 6 ans à l'Inter Milan et sans jouer un seul match, il sera pourtant expulsé 2 fois.